# Wachstumshemmer (Insekten)
Wachstumshemmer stören das Wachstum von Insekten, indem sie das Häuten beeinflussen. Typischerweise wird damit verhindert, dass sich ihr erstes oder größeres Außenskelett richtig bilden kann. Wachstumshemmer können das Juvenilhormon imitieren oder hemmen oder die Bildung von Chitin hemmen. Neben den hier beschriebenen Wachstumshemmern können auch Nervengifte und verhaltensändernde Chemikalien das Wachstum von Insekten beeinflussen.

## Juvenilhormone hemmen oder imitieren
Abnormale Level von Juvenilhormon können große Auswirkungen auf ein Insekt haben. So kann aus einer Larve statt einer Puppe erneut eine Larve oder ein Zwischenvarianten entstehen. Juvenilhormon kann auch die Diapause beeinflussen, also den Prozess, der die Winterruhe auslöst. Im Prinzip können alle Prozesse beeinflusst werden, die durch das Juvenilhormon gesteuert werden.
Die ersten künstlichen Hormone waren strukturelle Analoge. Sie haben den Nachteil, dass sie im UV-Licht instabil sind. 
Später entdeckte man, dass viele Pflanzen funktional analoge Juvenoide produzieren, um Fressfeinde abzuwehren. Diese Stoffe sind viel stabiler und werden heute in Produkten verwendet.
Chemikalien können die Produktion von Juvenilhormon im Insekt hemmen. Dadurch kann etwa eine Larve frühzeitig zu einem erwachsenen Tier werden.
Viele Pflanzen produzieren Juvenilhormon-Mimetika (Phytojuvenoide) oder -Antagonisten, möglicherweise im Rahmen der Abwehr von Schadinsekten.

## Chitinerzeugung hemmen
Als Chitininhibitor bezeichnet man eine Gruppe von Hemmstoffen (Inhibitoren) der Synthese von Chitin. Da Chitin ein wesentlicher Bestandteil der Zellwand von Pilzen und Microsporidien sowie des Exoskeletts der Insekten ist, finden solche Stoffe in zahlreichen Gebieten Anwendung. Man unterscheidet drei Stoffklassen von Chitininhibitoren:
- Peptidylnukleoside wie Polyoxine und Nikkomycine
- Acylharnstoff-Verbindungen und
- hormonell wirksame Verbindungen.

In der Medizin und Tiermedizin werden Chitininhibitoren insbesondere bei Pilzerkrankungen und zur Bekämpfung von Ektoparasiten und deren Larven eingesetzt. Wirkstoffe sind beispielsweise Lufenuron, Methopren, Nikkomycin und Plumbagin.
Bei der Schädlingsbekämpfung werden Chitininhibitoren gegen Insekten angewendet. Beispiele sind Lufenuron, Methopren, Hexaflumuron und Diflubenzuron. Durch Blockierung der Chitinsynthese verhindern sie die Häutung von Insekten.
Auch als Pflanzenschutzmittel gegen Pilzerkrankungen und Insektenbefall finden Chitininhibitoren wie Novaluron, Buprofezin und Teflubenzuron Einsatz.